# Gilde
Gilde er betegnelsen for de i den danske middelalder dokumenterede broderskaber, i hvilke de fortrinsvist privilegerede mænd sluttede sig sammen. De tjente som en social forsikring. Gilderne sættes populært i forbindelse med de knap så dokumenterede drikkelag som fandt sted i den norrøne oldtid, men er i et historisk perspektiv såvel relateret til bylivet i Frankerriget.
Ordet "gilde" kommer af oldnordisk gildi (= betaling, afgift, drikkelag, broderskab), der også har givet ophav til ordet "gæld". 

## Gildernes funktion
Vikingtidens gilder tilbød et religiøst-socialt fællesskab for lokalsamfundets mænd og kvinder og deres familier. Ved kristendommens komme tilpassedes det religiøse indhold til den nye tro. Det årlige gildemøde kom nu normalt til at falde sammen med højtidsdagen for gildets skytshelgen. Medlemskab i gilderne var frivilligt, men i praksis var det nærmest umuligt at klare sig uden for. Gilde-medlemmerne havde stærke gensidige forpligtelser, hvad enten det gjaldt sygdom, konflikt med udenforstående, eller tab af hus og ejendele. Blev en gildebror dræbt i en gildesbroders nærvær, måtte denne hævne drabet på stedet eller risikere udelukkelse fra gildet. Forpligtelserne strakte sig ind i døden. Det døde gilde-medlem skulle følges til graven og få sjælemesser. Til gildestævne i Norge medbragte alle lige meget øl og mad.
I Danmark betalte lejeren af gildesboet mad og øl. Bøder supplerede øllet, da bøder blev erlagt i godtøl.
I Norge måtte der ikke opstå afhængighedsforhold ved at nogen gav mere end andre. Gilderne var fælles forsikringsselskaber, og gaver og venskab måtte holdes udenfor. Nogle gilder knyttedes sammen i større organisationer. Miklagildet (= det store gilde) i Trondheim kom fx til at omfatte de otte amter i Trøndelag. Gilderne skulle dømme i de fleste konflikter. Kun i sager, der vedrørte landbrug og ejendomme, og efter 1274 i drabssager, havde gilderne ingen jurisdiktion. De blev siddende med de opgaver, kongemagten ikke overtog. Kongemagten har sandsynligvis indset gildernes nødvendighed for konfliktløsning og den lokale fred og sørget for, at de fik status. Gildernes betydning ser ud til at have tiltaget efter år 1100, sandsynligvis fordi de lokale småkonger gradvis forsvandt. En samlet kongemagt kunne ikke yde den samme beskyttelse som de norske småkonger tidligere, og dermed var bønderne tvunget til et tættere samarbejde end før. 
En kongelig forordning fra 1293/94 forbød i Bergen gilder for lodser, guldsmede, jernsmede, Englands-farere, håndværkssvende, arbejdsmænd, ølbryggere og tjenestekvinder. Det vidner måske om tilløb til faglige sammenslutninger, lignende vor tids fagforeninger, i Danmark-Norges den gang største by.

## Bevarede gildebygninger
Gilderne fandtes over hele Danmark. På Bornholm er kun fem tilbage. De fik i sin tid skænket gildesgårde af kongen; gårdene skulle levere mad og drikke til det årlige ølgilde. De ældste gildeskråer er fra tidlig middelalder. Øster Maria Søndre Gildeslaugs skrå er fra 1554; den gamle er forsvundet. I Norge har man endnu Finnesloftet  på Voss og Haugenloftet  i Setesdal.